# محسن نصر
محسن نصر (18 مايو 1935 – 15 فبراير 2019) هو مصور سينمائي مصري. يعد من بين أهم مديري التصوير في مصر والوطن العربي، الذين تعاملوا مع الكاميرا بصفتها الحسية، وإبراز قدراتها الخاصة في التعامل مع الممثل والمكان، والضوء والظل. مما جعل اسمه يصبح عنواناً للجودة. عمل مع مخرجين كبار، أبرزهم يوسف شاهين، وعلي بدرخان، وعاطف الطيب، ورأفت الميهي، ومحمد خان، وشريف عرفة.
انتمى محسن نصر إلى أسرة تخصصت في فن التصوير السينمائي فهو الشقيق الأصغر لمدير التصوير المخرج عبد الحليم نصر ومدير التصوير محمود نصر، ومنهما اكتسب خبراته بعد أن عمل مساعدا لهما في عدة أفلام قبل أن يستقل بعمله مصورا، ثم مديرا للتصوير، وأصبح علامة مهمة تضاف إلى تاريخ عائلة نصر في التصوير السينمائي.

## من أعماله
قدم محسن نصر للسينما عددًا كبيرًا من الأفلام الهامة على مدار مشواره الفني الطويل، تارك بصمته في 130 فيلماً من أبرزها:
- غرام في الكرنك
- القاهرة 30
- الرصاصة لا تزال في جيبي
- الزوجة الثانية
- الأرض
- دعوة للحياة
- على من نطلق الرصاص
- شفيقة ومتولي
- إحنا بتوع الأتوبيس
- حبيبي دائمًا
- كريستال (فيلم مصري)
- الهروب

## الجوائز
حصل علي العديد من الجوائز والأوسمة وشهادات التقدير وتم تكريمه في مهرجان الإسكندرية.

## وفاته
توفي يوم الجمعة 15 فبراير 2019، عن 84 عامًا بعد صراع مع المرض، شيع جثمانه من مسجد دريم في مدينة 6 أكتوبر.

## وصلات خارجية
- (المصري اليوم): محسن نصر يرحل عن 84 عامًا